# Bertrand Chénier
Pour les articles homonymes, voir Chénier.
Bertrand Chénier est un compositeur québécois né le 2 mai 1959 à Sainte-Thérèse (Québec).
Compositeur et pianiste, il a réalisé de nombreuses musiques pour la scène, le cinéma et la télévision. Il a notamment collaboré avec les chorégraphes Jean-Pierre Perreault, Serge Bennathan et Sylvain Émard; avec les cinéastes Robert Morin, Jean Philippe Duval, Carole Lagannière, Helène Klodawski et Serge Giguère. Son travail de compositeur a été souligné par un prix Gemini (Toronto) en 2006 ainsi que par plusieurs nominations aux Prix Gémeaux, Jutra (Iris) et Génies. Pianiste éclectique, il affectionne particulièrement la musique de chambre, explorant avec une même passion le répertoire classique (du Baroque à la musique du 21e siècle), le jazz et l’improvisation.